# Masha Tokareva
Masha Tokareva (* 3. května 1981, Moskva, Rusko) je německá herečka. Má zelené oči a hnědé vlasy. Vystudovala choreografii v moskevském Státním sboru M. J. Pjatnického (1996–1999). S přítelem Vinzenzem Kieferem žije v Berlíně. Ráda tancuje balet, ráda poslouchá moderní hudbu, jazz a hip-hop a ráda hraje na klavír. Ovládá němčinu, angličtinu (pokročilá), italštinu (základní) a ruštinu (pokročilá).

## Filmografie
- 2006 — Große Kinder
- 2006 — Rotwein gekonnt servier
- 2008 — Klinik am Alex
- 2009 — Hinterhof
- 2010 — Nina undercover
- 2010 — Küss mich koch
- 2011 — Gefrierbrand
- 2012 — Kissing Dana
- 2013 — Soko Leipzig
- 2013 — Polizeiruf Magdeburg
- 2013 — Online banking
- 2013 — Basement